# 代蓮曦丹美
代蓮曦丹美（英語：Daisy Dai Lian Xi Dan Mei，1992年12月12日—），全名「塔塔兒·木華黎代蓮曦丹美」，香港女演員及節目主持，曾為無綫電視經理人合約藝員。

## 簡歷
代蓮曦丹美的姓氏為「塔塔兒·木華黎」，擁有蒙古族血統，是成吉思汗後裔。她從小因父母赴海南工作而在當地定居和唸書，17歲已開始經營時裝生意，高中時以831 / 910分全省高考分數，成功來港入讀香港大學教育系碩士課程（2016年畢業），並曾申請做中學通識科教師。2016年，她參加《2016年度香港小姐競選》，既晉級最後十強，獲得「港姐至你 like」投票冠軍，又於總決賽當晚獲得「電視女角色」演出合約獎，之後則加入無綫電視成為經理人合約藝員，入讀為期3個月的2016 - 17年度演藝進修班。
至2018年2月底，代蓮曦丹美選擇與無綫電視結束合約，且專注經營個人時尚工作室「黛絲尚雅國際有限公司」，主要發布時尚資訊，替藝人、潮流品牌拍攝雜誌宣傳照和策劃市場方案，同時擔任澳門國際精英會駐香港執行主席。2020年，她跟合作夥伴投資逾十萬，以自己名字創立時尚品牌「DAISY DAI」，並於上環開設實體店和負責創作設計服裝。

## 個人生活

### Emmanuel Anthony Monet
2025年4月4日，代蓮曦丹美與47歲法籍商人，Emmanuel Anthony Monet於義大利完婚。

### Eric Lo
代蓮曦丹美曾於2014年1月與交往三年的初戀男友，Eric Lo（陸允豪）訂婚，但兩人其後決定取消婚約並分手。2017年2月，兩人被爆復合。2018年3月5日，代蓮曦丹美宣布已接受男友的求婚，婚禮將在年底舉行。同年11月9日，兩人於香港瑰麗酒店完婚。2022年4月9日，代蓮曦丹美宣布已懷有身孕，目前已懷孕5個月。同年8月12日，代蓮曦丹美宣布於法國產下一女，Celine。同年12月15日，兩人為女兒舉辦百日宴，同時也宣布女兒的中文名是陸丞曦，Celine Anais Miley Lo。2024年9月1日，Eric Lo於社交媒體公開發文代蓮曦丹美於婚內出軌法籍商人Emmanuel，同時表示兩人正在辦理離婚。

### 陳卓升
2014年9月，代蓮曦丹美被拍到與台灣攝影師陳卓升同遊夏威夷，被爆出戀情。代蓮曦丹美其後於社交媒體承認戀情。2015年11月8日，兩人因陳卓升另結新歡而分手。

### Nick Goh
2015年12月，代蓮曦丹美宣布與新加坡模特Nick Goh交往。但戀情僅維持半年，兩人於次年5月分開。

## 演出作品

### 電視劇
| 首播                        | 劇名              | 角色                                        |
| 無綫電視                    |                   |                                             |
| 2017年                      | 愛·回家之開心速遞 | 黃秀玲（第142集）                           |
| 2017年                      | 誇世代            | 旅 客（第1集）                              |
| 2017年                      | 誇世代            | 潘榮亨朋友（第29、46集）                    |
| 2018年                      | 是咁的，法官閣下  | 香小姐（Icy）（第8、14、16、20 - 22、25集） |
| 2019年                      | 十二傳說          | 民俗學系學生（第3集）                       |
| 2019年                      | 多功能老婆        | Fanny（第3集）                              |
| hmvod                       |                   |                                             |
| 2019年                      | 性敢中環          |                                             |
| ViuTV                       |                   |                                             |
| 2020年                      | 黑市              | 玲（第6集）                                 |
| 騰訊視頻、優酷、愛奇藝、Viu |                   |                                             |
| 2020年                      | 戰毒              | Candy                                       |

### 綜藝節目
| 首播          | 節目名                           | 備註       |
| 無綫電視      |                                  |            |
| 2016年        | 今日VIP                          | 9月6日嘉賓 |
| 2016年        | 2016年度香港小姐競選             | 最後十強   |
| 2016年        | 星光熠熠耀保良                   | 嘉賓       |
| 2016年        | 跳躍飛騰TVB邁向50周年            | 演出       |
| 2016年        | 萬千星輝賀台慶                   | 演出嘉賓   |
| 2016年        | 歡樂滿東華 2016                  | 演出嘉賓   |
| 2016年        | 2017 TVB節目巡禮星光晚宴         | 嘉賓       |
| 2017 - 2018年 | TVB娛樂新聞報道                  | 國語主播   |
| 2017年        | 最緊要好玩                       | 演出       |
| 2017年        | 慶祝香港回歸祖國二十周年文藝晚會 | 演出嘉賓   |
| 2017年        | 群星拱照big big channel          | 嘉賓       |
| 2017年        | 嫁到這世界邊端                   | 第3集嘉賓  |
| 2017年        | 2017巴黎時裝週                   | 主持       |

## 外部連結
- 代蓮曦丹美的新浪微博
- 代蓮曦丹美的Facebook專頁
- 代蓮曦丹美的Instagram帳戶
- 2016香港小姐競選 - 4號　代蓮曦丹美 Dai LianXiDanMei, Daisy - 佳麗檔案 - tvb.com